# 1723 en science
| Années de la science : 1720 - 1721 - 1722 - 1723 - 1724 - 1725 - 1726    |
| Décennies de la science : 1690 - 1700 - 1710 - 1720 - 1730 - 1740 - 1750 |

Cet article présente les faits marquants de l'année 1723 en science.

## Événements
- 12 décembre : le secrétaire de la Royal Society James Jurin énonce sa « Proposition d'observations conjointes de la Météo » pour stimuler la recherche internationale sur l'observation de la météorologie[1].

- Le médecin anglais James Jurin publie ses premiers résultats d’épidémiologie sur les bénéfices de la variolisation dans une série d’articles intitulés An Account of the Success of Inoculating the Small-Pox (1723–1727)[2].
- George Graham met en évidence les fluctuations diurnes du champ magnétique terrestre[3],[4].
- Giacomo Maraldi décrit le premier les taches de diffraction de Fresnel[5], mais son annonce passe inaperçue.
- L'opticien londonien Jonathan Sisson  présente un théodolite perfectionné[6].

## Publications
- Antoine de Jussieu : De l'Origine et des usages de la Pierre de Foudre (discute de l'origine des fossiles et des météorites, de l'interprétation des racloirs).

## Naissances

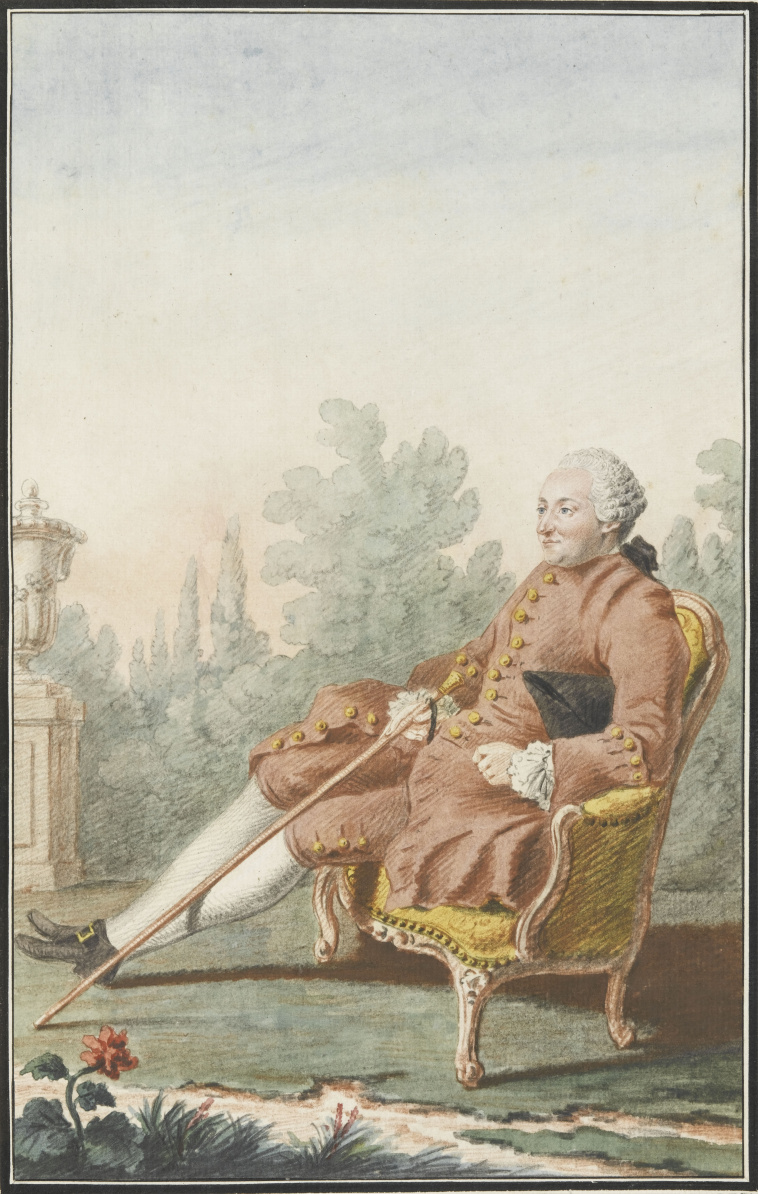
Paul Henri Thiry d'Holbach

- 5 janvier : Nicole-Reine Lepaute (morte en 1788), mathématicienne et astronome française.
- 11 février : Jean-Louis Alléon-Dulac (mort en 1788), naturaliste français.
- 17 février : Tobias Mayer (mort en 1762), cartographe, astronome et physicien allemand.
- 30 avril : Mathurin Jacques Brisson (mort en 1806), zoologiste français.
- 9 mai : Pehr Osbeck (mort en 1805), botaniste suédois.
- 3 juin : Giovanni Antonio Scopoli (mort en 1788), médecin, entomologiste et naturaliste autrichien de culture italienne.
- 5 juin : Adam Smith (mort en 1790), philosophe, économiste et logicien écossais.
- 11 juin : Johann Georg Palitzsch (mort en 1788), astronome allemand.
- 23 août : Gabriel François Venel (mort en 1775), médecin, pharmacien et chimiste français.
- 8 décembre : Paul Henri Thiry d'Holbach (mort en 1789), savant et philosophe matérialiste d’origine allemande et d’expression français.

- Marcus Élieser Bloch (mort en 1799), médecin et naturaliste allemand.
- John Lawson (mort en 1779), mathématicien anglais.
- William Speechly (mort en 1819), agronome britannique (ou 1735).
- Anders Tidström (sv) (mort en 1779), minéralogiste et chimiste  suédois.

## Décès
- 25 février : Christopher Wren (né en 1632), astronome et architecte britannique.
- 30 août : Antoni van Leeuwenhoek (né en 1632), pionnier néerlandais de l’utilisation du microscope.